# Ortilia rufocincta
Ortilia rufocincta är en fjärilsart som beskrevs av Hall 1928. Ortilia rufocincta ingår i släktet Ortilia och familjen praktfjärilar. Inga underarter finns listade i Catalogue of Life.